# Florentinska skolan

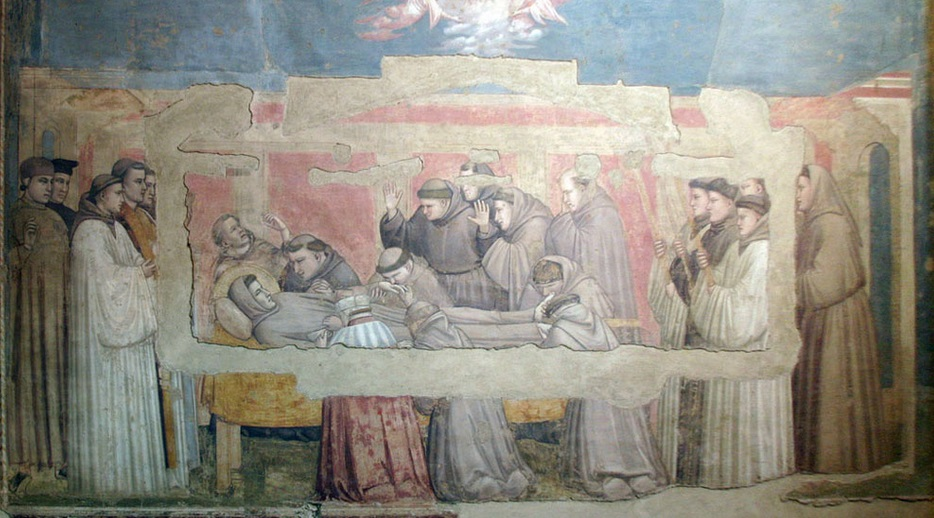
Freskomålning av Giotto di Bondone från 1325, med scen ur Den helige Franciscus liv i Santa Croce, Florens.

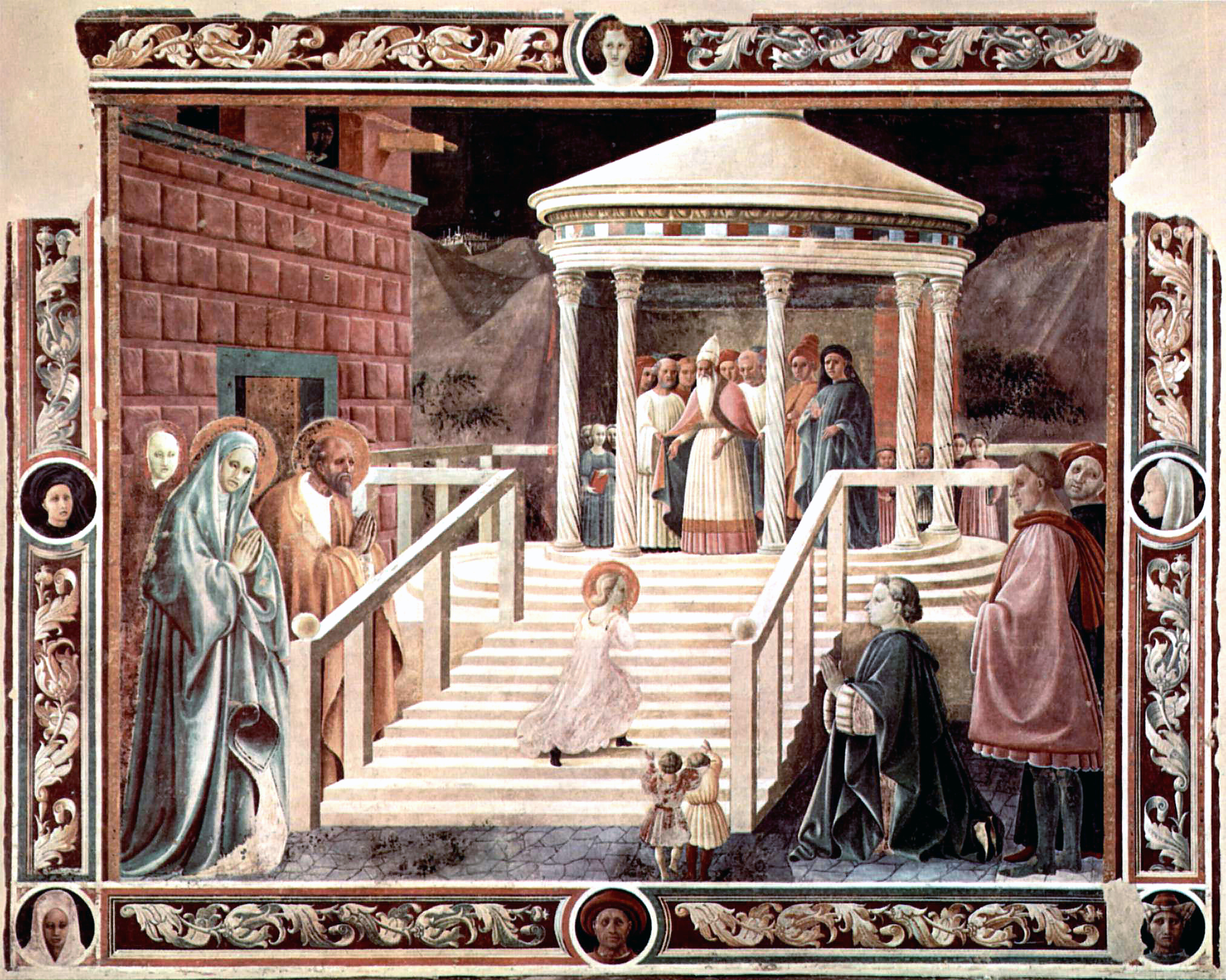
Paolo Uccellos Presentationen av Jungfru Maria i Jerusalems tempel, cirka 1435–1440, visar hans experiment med perspektive och ljus.

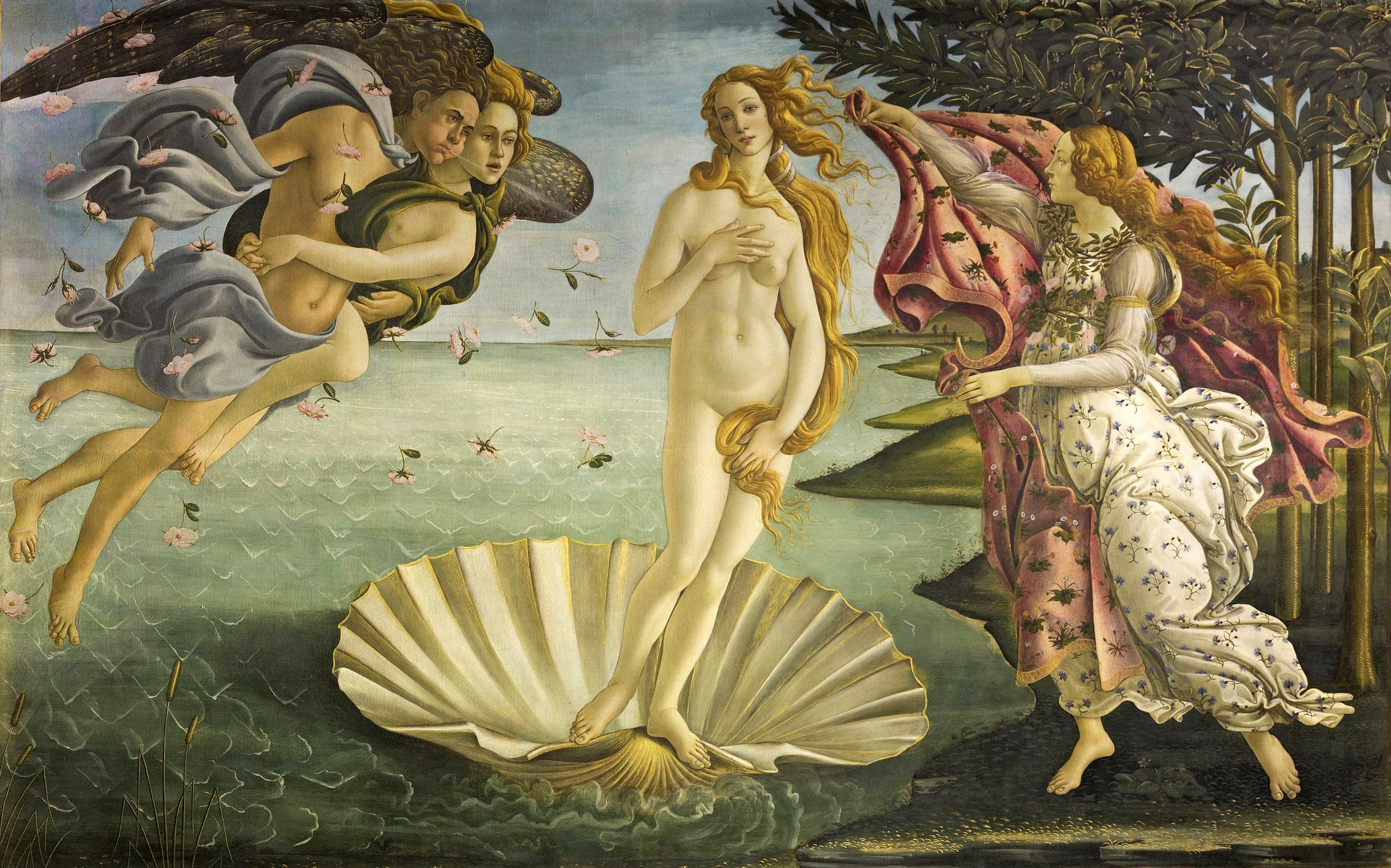
Botticellis Venus födelse, cirka 1484–1486.

Florentinska skolan inom måleri är den naturalistiska stil som utvecklades i Florens under 1300-talet, med Giotto di Bondone (cirka 1267–1336) som stilbildande, och som under 1400-talet var den ledande skolan inom västerländskt måleri. Både de konstnärer som själv verkade i Florens under perioden, och de som inspirerades av dessas stil, räknas till den florentinska skolan.
Under senmedeltiden kom Italien och framför allt den florentinska skolan att stå för en pånyttfödelse av måleriet i Västerlandet. Efter försök även från andra håll är var det Giotto som i slutet av 1200-talet och början av 1300-talet i sina målningar försöker använda teckning, belysning och färg för att skapa ett intryck av form och rum. Flera av hans freskomålningar visar på successiva framsteg mot målet att uppnå detta. Han tycks ha inspirerats av den samtida bildhuggarkonsten, framför allt reliefen, i och utanför Italien. Giottos främsta målningar ger intryck av att vara högreliefer översatta i färg. De ger dock endast ett intryck av rymd avseende förgrunden, inte mellanplan eller bakgrund.
Giottos efterföljare i Florens och Siena under 1300-talet (trecento) såg som sin uppgift att ytterligare förbättra stilen. De använde sig av naiva perspektivmått, av fågelperspektiv, listigt ditlagda detaljer, belysningseffekter och liknande. Samtidigt eftersträvade de att avlida naturen och dess liv, växter och djur.
Vid början av 1400-talet (quattrocento) införde många florentinska målare tekniker som innebar framsteg gällande form- och rumsintrycket. Bland dessa fanns florentinarna Masaccio (1401–1428), Andrea del Castagno (1420–1457) och Paolo Uccello (1397–1475). Dessa konstnärer byggde på de grundliga teoretiska utredningar om perspektivet, som samtidigt utfördes av bland andra den arkitekten Filippo Brunelleschi (1377–1446).
Denna banbrytande generation av målare efterträddes senare under 1400-talet av en generation som tillägnade sig deras framsteg och gick vidare från ett studium av måleriets huvudproblem till ett mer lekfullt förhållningssätt till linjer, ytor och färger, samt underhållande berättar- och dekorationskonst. Vid denna tid kom även influenser från nederländskt måleri in i den florentinska konsten. Representativa för denna period är Fra Angelico (1400–1455), Filippo Lippi (1406–1469), Sandro Botticelli (1447–1510), Domenico Ghirlandaio (1449–1494) och Filippino Lippi (cirka 1457–1504).
Universalgeniet Leonardo da Vinci (1452–1519) återförde det florentinska måleriet från oväsentligheter till väsentlighet och från yta till form. Han komponerade målningar kring en gemensam inre och yttre medelpunkt, som alla alla verkningar i bilden utgick från, med Nattvarden som ett utmärkt exempel. Figurerna i hans målningar uppnådde sin rikedom genom ett luftigt ljusdunkel, som möjliggjorde en känslig modellering av ansikte 
och händer, såsom i Mona Lisa. Michelangelo (1475–1564) kombinerade i sitt måleri bildhuggarkonstens kroppslighet med intryck av rörelse, bland annat i takvalvet och i Yttersta domen (Michelangelo) i Sixtinska kapellet. Rafael (1483–1520) var en av rumsgestaltningens främsta mästare.
Florens var högrenässansens födelseplats, men i början av 1500-talet lockades de främsta konstnärerna till Rom, där de mest lönsamma uppdragen fanns. Både Michelangelo och Rafael verkade i Rom under senare delen av sina karriärer. Detta innebar delvis att de följde Medici-familjen i fotspåren, där flera blev kardinaler och även påve (Leo X, 1513–1521).
Florentinarnas tonvikt på volym och linje kan jämföras med det senare venetianska måleriets betoning av färgen.